# Тёплое (Оренбургская область)
Тёплое — село в составе Красновского сельсовета Первомайского района Оренбургской области России.

## География
Село расположено на автодороге «Бугульма-Уральск» Р246 на реке Чаган.

## История
Село основано в 1711 году..
До революции посёлок Теплый относился к Красноуметской станице 1-го военного отдела Уральского казачьего войска и территориально располагался в Уральском уезде Уральской области.
В 1928 году село стало районным центром Тёпловского района, образованного при формировании Оренбургской губернии. С этого момента численность его населения стала расти. В 1956 году было принято решение о переносе райцентра на незатопляемые территории. В этот период в селе проживало 1615 человек. Сформированный на новой территории поселок получил своё новое наименование — Первомайский. В соответствии с райцентром Тёпловский район был переименован в Первомайский.

## Население
| 2010 |
| ---- |
| 196  |

## Известные люди
До революции в селе с семьей жил Мокий Алексеевич Кабаев (1839—1921) — уральский казак, старообрядческий священник, участник Гражданской войны.
В селе родился Георгий Васильевич Наумов (1904—1943) — участник Великой Отечественной войны, Герой Советского Союза.
В селе однажды ночевал охотившийся в этих краях на волков Михаил Александрович Шолохов.